# Saint-Pal-de-Mons
Saint-Pal-de-Mons (okzitanisch: Sant Pal) ist eine französische Gemeinde mit 2.324 Einwohnern (Stand: 1. Januar 2022) im Département Haute-Loire in der Region Auvergne-Rhône-Alpes. Sie gehört administrativ zum Arrondissement Yssingeaux und ist Teil des Kantons Deux Rivières et Vallées. Die Einwohner werden San Palou(nes) genannt.

## Geographie
Saint-Pal-de-Mons liegt im Velay, einer Landschaft im französischen Zentralmassiv. Die südliche Gemeindegrenze bildet der Fluss Dunières, die nordöstlich die Semène. Saint-Pal-de-Mons wird umgeben von den Nachbargemeinden Saint-Didier-en-Velay im Norden, Saint-Victor-Malescours im Nordosten, Saint-Romain-Lachalm im Osten, Dunières im Südosten, Raucoules im Süden, Lapte im Südwesten sowie Sainte-Sigolène im Westen.

## Bevölkerungsentwicklung
| Jahr                       | 1962 | 1968 | 1975 | 1982 | 1990 | 1999 | 2006 | 2017 |
| Einwohner                  | 1521 | 1416 | 1365 | 1423 | 1542 | 1748 | 1960 | 2281 |
| Quellen: Cassini und INSEE |      |      |      |      |      |      |      |      |

## Sehenswürdigkeiten

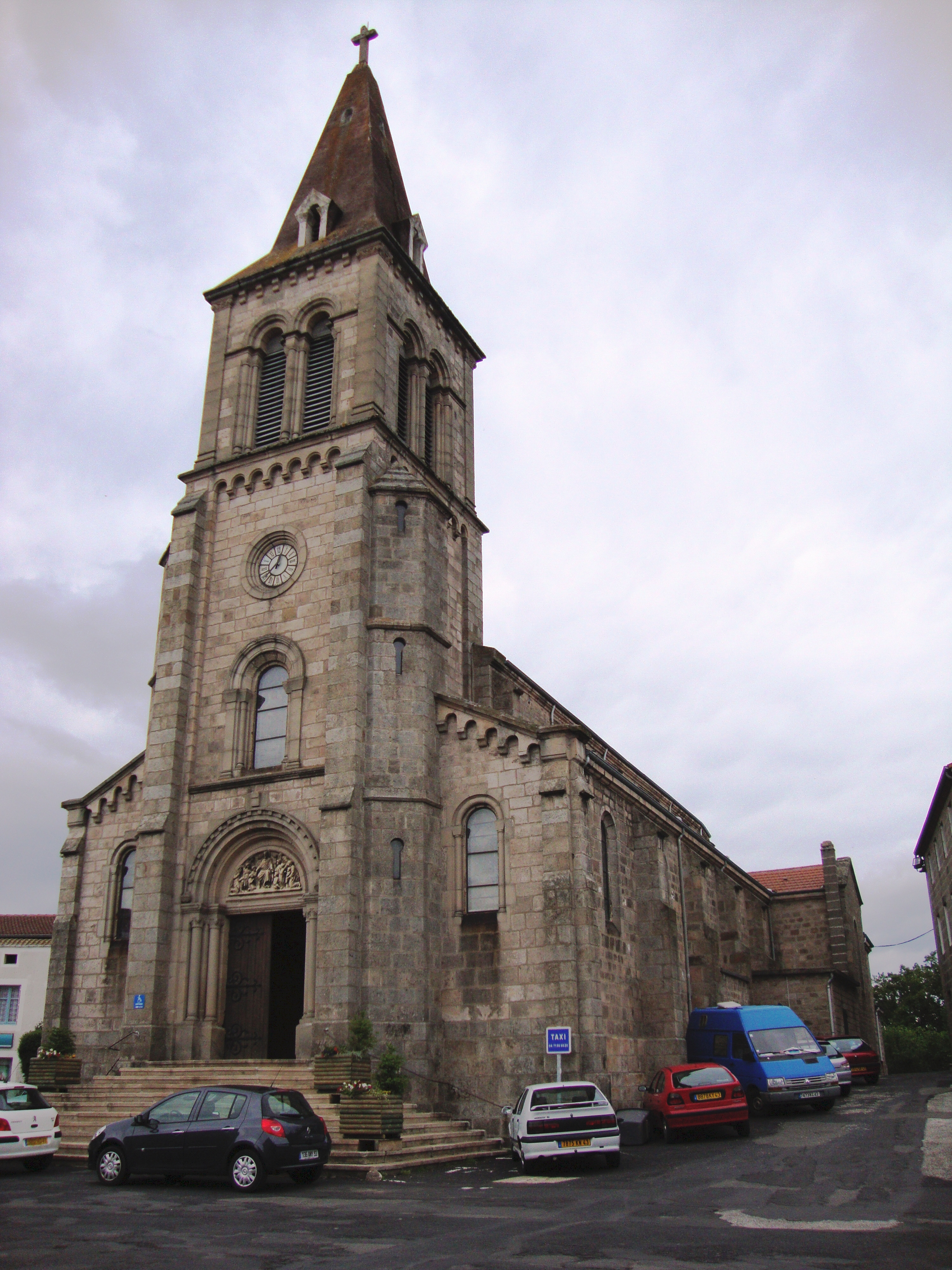
Kirche Saint-Pierre

- Kirche von Saint-Pal-de-Mons, Ende des 19. Jahrhunderts im neoromanischen Stil errichtet
- Kapelle Saint-Julien-la-Tourette, Ende des 11. Jahrhunderts errichtet, seit 1996 Monument historique

## Persönlichkeiten
- Gabriel Tyr (1817–1868), Maler
- Pierre-Paul Durieu (1830–1899), Priester, Bischof von Vancouver (1890–1899)